# Gerhard Odingborg
Gerhard Odingborg (bl. 1508–1536) war ein Lübecker Kaufmann, Ratsherr und Flottenführer der Wullenwever-Zeit.

## Leben
Über die exakten Lebensdaten Odingborgs ist nichts weiteres bekannt. 1508 wurde er Mitglied der Lübecker Antoniusbruderschaft. Als Kaufmann und Mitglied der Lübecker Stockholmfahrer war er Mitglied der 64er-Bürgerausschusses und wurde aus deren Reihen von der Bürgerschaft am 27. April 1531 in den Lübecker Rat gewählt. 1532 führte er als Omeral genannter Flottenführer gemeinsam mit dem Ratsherrn Nikolaus Bardewik zwei Lübecker Schiffe, die zusammen mit weiteren Schiffen der Wendischen Städte der Hanse unter dem Oberbefehl des Rostocker Ratsherrn Thomas Kaske nach Norwegen segelten, um König Friedrich I. von Dänemark bei der Festnahme des aus dem Exil nach Norwegen zurückgekehrten Königs Christian II. von Dänemark zur Seite zu stehen. Hinsichtlich der Durchführung der Aktion gerieten die beteiligten Ratsherren der Hanse mit den dänischen Befehlshabern Knut und Magnus Gyldenstjern, dem Kommandanten der umkämpften Festung Akershus, in Differenzen. König Christian II. konnte jedoch durch dieses Eingreifen von Oslo nach Kopenhagen in die Gefangenschaft gebracht werden. Im Jahr 1534 war Gerhard Odingborg gemeinsam mit dem Ratsherrn Johann von Elpen als Gesandter Lübecks bei König Heinrich VIII. von England. Als Ratsherr trat er im August 1535 aus dem Lübecker Rat aus. Danach verliert sich die Überlieferung.
Er besaß das Haus Fischstraße 28. Er wurde vermutlich in der Lübecker Marienkirche begraben, wo eine Grabplatte mit seinem Wappen dokumentarisch überliefert, aber in der Kirche nicht mehr nachweisbar ist.